# Ruta Nacional 128 (Argentina)

Mapa del recorrido de la vieja Ruta Nacional 128.

La Ruta Nacional 128 era el nombre que tenía antes de 1980 el camino de 95 km en el noreste de la Provincia de Entre Ríos, República Argentina que une la traza antigua de la Ruta Nacional 14 con la traza antigua de la Ruta Nacional 12.
Fue construida en ripio en 1954  y asfaltada en 1975 conservando su antiguo nombre hasta el 79 cuando mediante el Decreto Nacional 1595 del año 1979 la jurisdicción de este camino pasó a la provincia de Entre Ríos. Actualmente forma parte de la Ruta Provincial 28 y es de ripio.
El trazado de esta ruta es en sentido sudeste - noroeste y discurre por los departamentos de Concordia, Federal y Feliciano.
La ruta no pasa por ninguna población.